# Adler Primus
Adler Primus var en bilmodell från Adler som lanserades 1932 och som med olika motoralternativ tillverkades till 1938. Adler Primus hade samma motorer - 1,5 respektive 1,7 liter - som systermodellen Adler Trumpf, men skilde sig från denna genom bakhjulsdrift. Bilmodellen ritades av Otto Göckeritz. Av de första två modellerna Adler Primus 1,5 A och Adler Primus 1,7 A såldes fram till 1936 6.713 exemplar. Av efterföljaren 1,7 Liter E, som enbart tillverkades med 1,7 litersmotor, tillverkades fram till 1938 990 exemplar.

## Tekniska data
| Modell              | 1,5 Liter A             | 1,7 Liter A             | 1,7 Liter E             |
| ------------------- | ----------------------- | ----------------------- | ----------------------- |
| Årtal               | 1932-1934               | 1933-1936               | 1937-1938               |
| Versioner           | L2, Cb2                 | L2, L4, Cb2             | L2                      |
| Motor               | 4-cylindrig, rak 4-takt | 4-cylindrig, rak 4-takt | 4-cylindrig, rak 4-takt |
| Ventiler            | stående (sv)            | stående (sv)            | stående (sv)            |
| Cylindermått        | 71 mm x 95 mm           | 74,25 mm x 95 mm        | 74,25 mm x 95 mm        |
| Motorvolym          | 1504 cm³                | 1645 cm³                | 1645 cm³                |
| Effekt (hk)         | 32-33                   | 38                      | 38                      |
| Effekt (kW)         | 23,5-24,2               | 28                      | 28                      |
| Bränsleförbrukning  | 10 l / 100 km           | 11 l / 100 km           | 11 l / 100 km           |
| Maxhastighet        | 90 km/h                 | 95 km/h                 | 100 km/h                |
| Tomvikt             | 990 - 1030 kg           | 990 - 1030 kg           | 1030 kg                 |
| Totalvikt           | 1340 - 1380 kg          | 1350 - 1390 kg          | 1380 kg                 |
| Elsystem            | 6 volt                  | 6 volt                  | 6 volt                  |
| Längd               | 4000 mm                 | 4000 mm                 | 4225 mm                 |
| Bredd               | 1500 mm                 | 1500 mm                 | 1560 mm                 |
| Höjd                | 1600 mm                 | 1600 mm                 | 1600 mm                 |
| Hjulbas             | 2700 mm                 | 2700 mm                 | 2700 mm                 |
| Spårvidd fram / bak | 1250 mm / 1250 mm       | 1250 mm / 1250 mm       | 1250 mm / 1250 mm       |
| Vänddiameter        | 11,8 m                  | 11,8 m                  | 12,0 m                  |

- L2 = 2-dörrars limousine
- L4 = 4-dörrars limousine
- Cb2 = 2-dörrars cabriolet